# マルセイユ天文台
マルセイユ天文台(Marseille Observatory)は、プロヴァンス大学が運営する天文台である。フランスのマルセイユ近郊にある。移転前の1877年には、エドゥアール・ステファンがここでステファンの五つ子銀河として知られる銀河群を発見した。町から遠くに移転したが、マルセイユの町も拡大したため、現在は町の端に位置している。